# 艾倫斯格羅夫鎮區 (伊利諾伊州梅森縣)
艾倫斯格羅夫鎮區（英語：Allens Grove Township）是位於美國伊利諾伊州梅森縣的一個行政鎮區。

## 地方資料
根據2010年美國人口普查的數據，艾倫斯格羅夫鎮區的面積為92.60平方千米，當中陸地面積為92.50平方千米，而水域面積為0.10平方千米。當地共有人口586人，而人口密度為每平方千米6.33人。